# Historia general de las drogas
Historia general de las drogas (traduïble com a «Història general de les drogues») és una obra en castellà del filòsof i sociòleg Antonio Escohotado. És considerada la principal en la seva matèria, unint l'enfocament històric amb el fenomenològic mitjançant un apèndix que examina les principals drogues descobertes, tant legals com il·legals, les quals l'autor anomena també, de vegades, fàrmacs. Inclou més de tres-centes imatges, i és un llibre únic en la bibliografia mundial per la seva precisió i profunditat.
Va ser editat per primera vegada el 1983. El 1989 es publicà per primera vegada en tres volums per Alianza Editorial, i deu anys després, en un sol volum per Espasa Calpe. Consta de 1542 pàgines, quinze edicions (fins a 2006) i traduccions parcials o totals a l'anglès, francès, italià, portuguès, búlgar i txec.
És un tractat molt documentat i extens sobre la fenomenologia de les drogues. L'obra contempla un recorregut multidisciplinari sobre l'embriaguesa, abordant aspectes històrics, culturals, mitològics, antropològics, sociològics, polítics, químics i mèdics. Inclou un apèndix -anteriorment publicat per separat i titulat en successives edicions El llibre dels verins, (1990), Per a una fenomenologia de les drogues, (1992) i Aprenent de les drogues (1995) - que es presenta com un manual d'ús i consum dels diferents tipus de drogues que l'autor ha provat personalment.
L'objectiu de l'obra és analitzar l'ús de les drogues al llarg de la història, i, alhora, justificar el dret al seu consum, des d'una posició llibertària o, com va dir en la presentació de l'edició de 1998, "per trencar amb tota la ignorància que existeix sobre el tema, però sense fer cap judici de valor".